# Religião na Chéquia
Religião na Chéquia (2021)

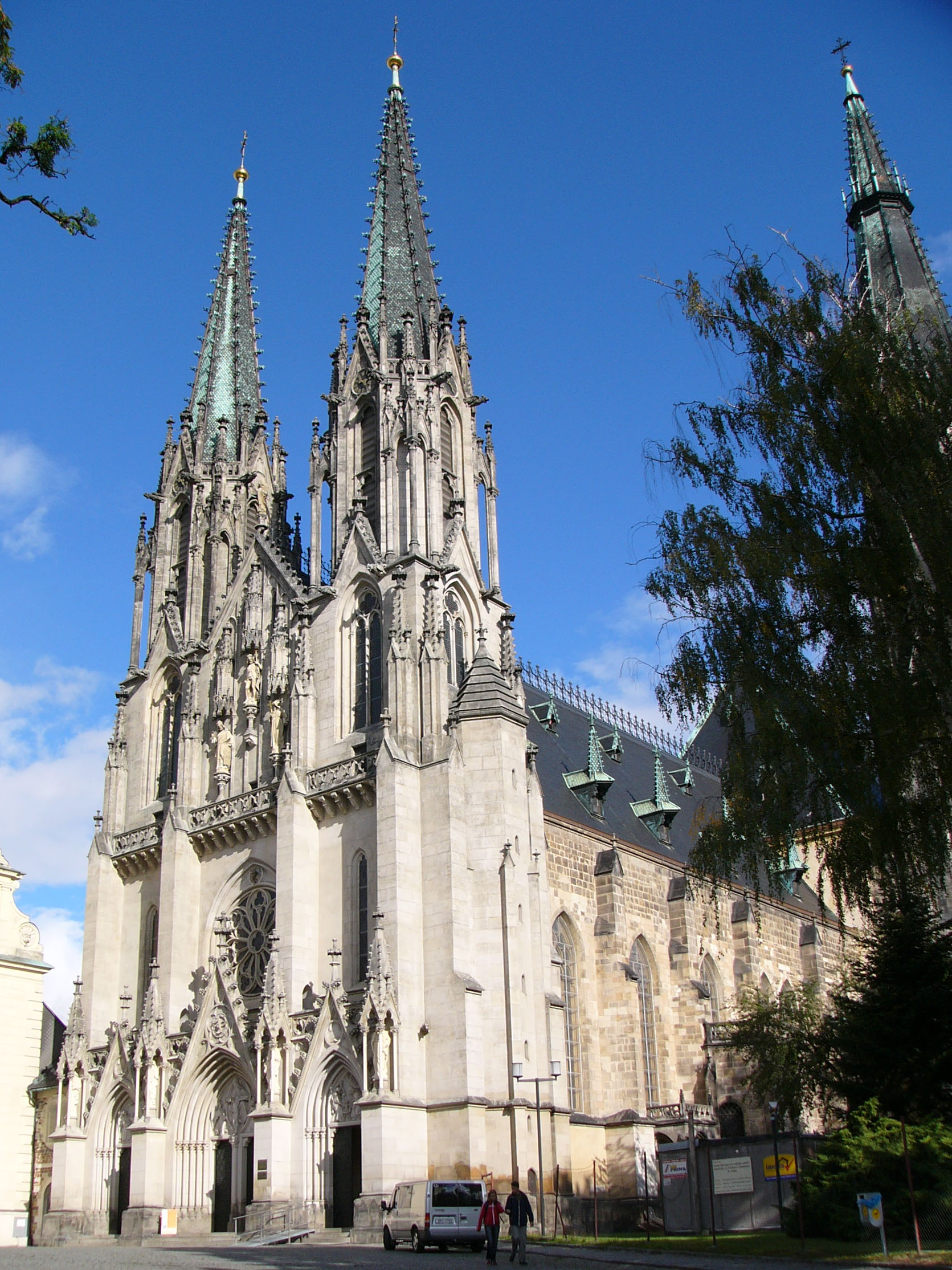
Visão frontal de Igreja.

A religião na Chéquia, ou Tchéquia, foi dominada pelo cristianismo até pelo menos ao início do século XX. Desde a Batalha da Montanha Branca em 1620, a esfera religiosa foi acompanhada por um sentimento anticatólico generalizado mesmo quando toda a população nominalmente pertencia à Igreja Católica. No geral, o cristianismo tem diminuído constantemente desde o início do século XX e hoje permanece apenas em uma minoria. A Tchéquia tem uma das menores populações religiosas do mundo. Desde a Batalha da Montanha Branca de 1620, o povo tcheco tem sido historicamente caracterizado como "tolerante e até mesmo indiferente à religião". Segundo Jan Spousta, entre as pessoas sem religião, que formam a grande maioria dos tchecos modernos, nem todos são ateus; de fato, tem havido um distanciamento crescente tanto das dogmáticas cristãs quanto das ideologias ateístas e, ao mesmo tempo, ideias das religiões do Extremo Oriente se tornaram difundidas.